# Herz-Jesu-Kirche (Nunkirchen)

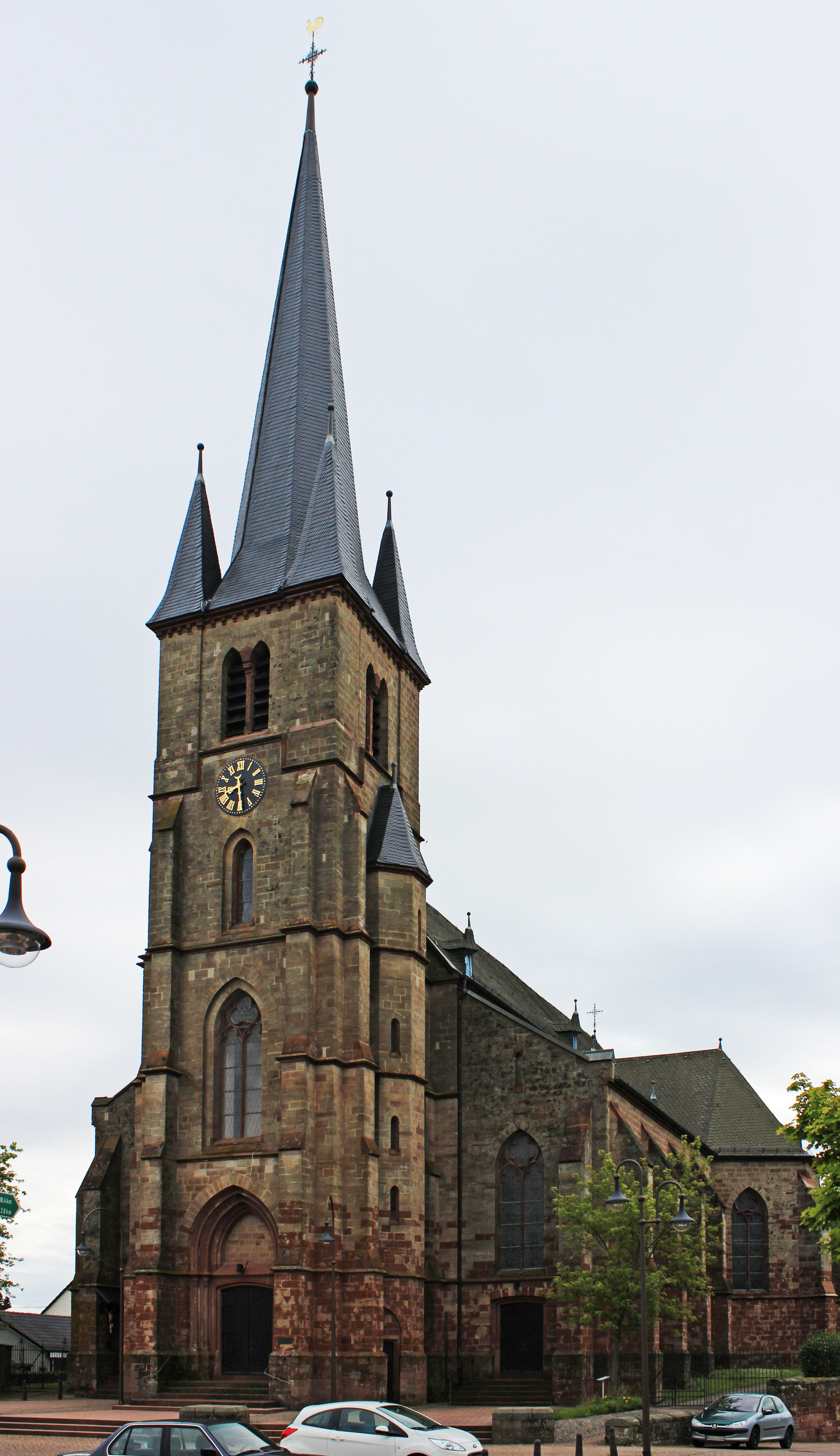
Die Pfarrkirche Herz Jesu in Nunkirchen

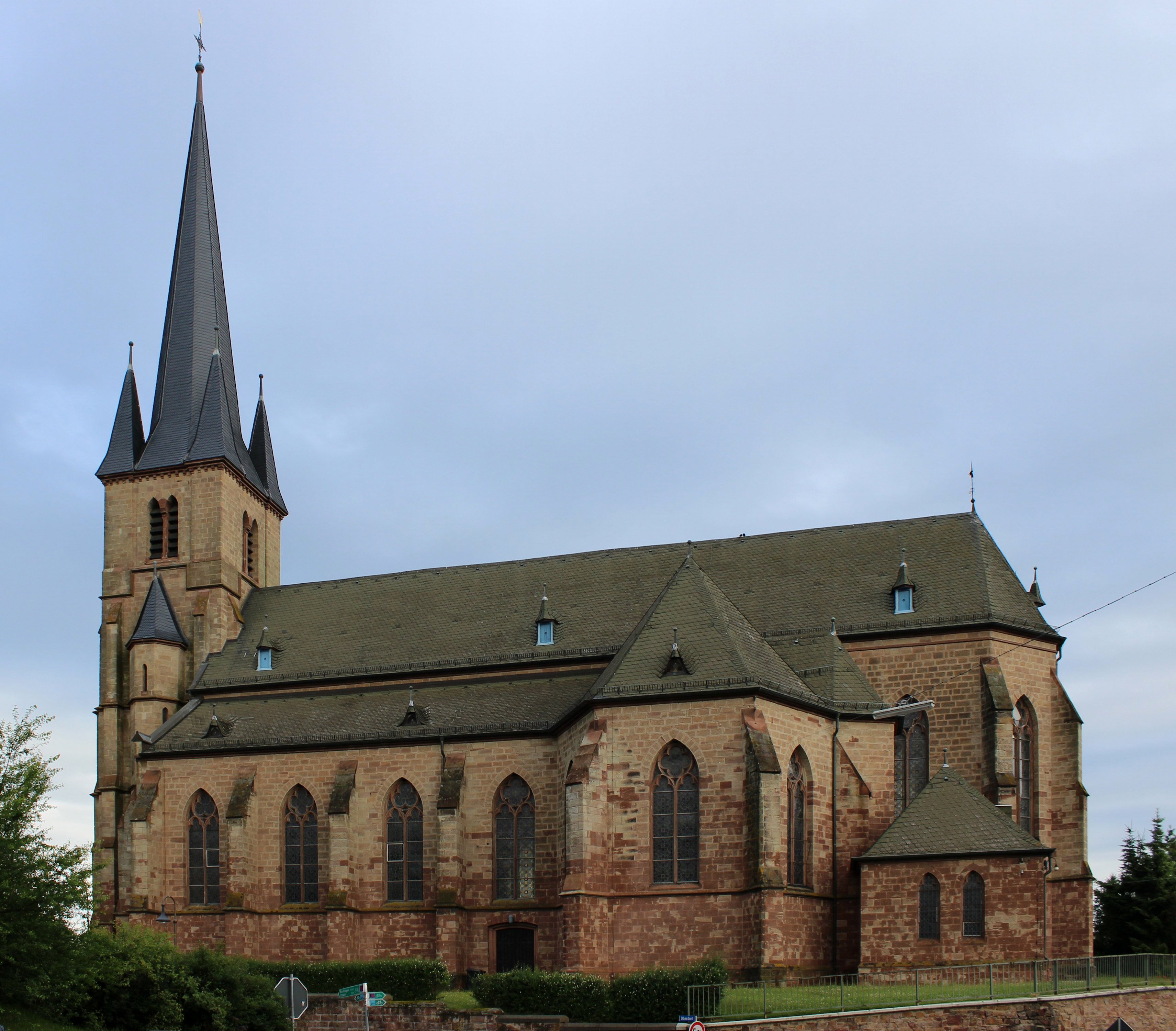
Weitere Ansicht der Kirche

Die Herz-Jesu-Kirche ist eine katholische Pfarrkirche im saarländischen Nunkirchen, einem Stadtteil von Wadern im Landkreis Merzig-Wadern. Sie trägt das Patrozinium der Verehrung des heiligsten Herzens Jesu. Das Gotteshaus zählt zu den wenigen Kirchen im Saarland, deren Ausstattung den ursprünglichen Charakter aus der Zeit der Erbauung weitgehend erhalten konnte. In der Denkmalliste des Saarlandes ist das Kirchengebäude als Einzeldenkmal aufgeführt.

## Geschichte
Die erste urkundliche Erwähnung einer Kirche in Nunkirchen datiert aus dem Jahr 918, wobei die Angabe der Jahreszahl nicht gesichert ist. Die erste gesicherte Ausweisung von Nunkirchen als Pfarrort ist in einer Urkunde aus dem Jahr 1148 festgehalten.
In den Jahren 1730 bis 1732 wurde ein Kirchenneubau errichtet, der das Patrozinium des heiligen Sebastian trug. 1741 erfolgte der Bau eines Torbogens vom Pfarrhaus zur Kirche und 1789 eine Erweiterung der Kirche. Ein Blitzschlag beschädigte 1831 den Turm.
Nach dem Abriss der Kirche aus dem 18. Jahrhundert wurde von 1894 bis 1896 an gleicher Stelle das heutige Kirchengebäude nach Plänen des Architekten Reinhold Wirtz (Trier) errichtet. Während der Errichtung der Kirche wurde zusätzlich eine Notkirche eingerichtet.
Die Grundsteinlegung fand am 10. Juli 1894 statt. Am 25. April 1896 erfolgte die Konsekration des fertiggestellten Gotteshauses durch den Trierer Weihbischof Karl Ernst Schrod.
Im Jahr 1953 wurde die Kirche im Inneren einer Restaurierung unterzogen, bei der u. a. eine Neuausmalung erfolgte. Bei einer weiteren Restaurierungsmaßnahme im Innenraum wurden 1962 alte Wandmalereien mit weißer Dispersionsfarbe überstrichen, aber inzwischen – soweit möglich – wiederhergestellt. 1969 kam es zum Abriss des 1741 erbauten Torbogens. 1974 erfolgten Umbaumaßnahmen u. a. an Altarraum und Nebeneingängen seitlich des Hauptportals. 1981 wurden Westfassade, Kirchendach und Turm restauriert. 1995 folgte die Restaurierung der Bleiglasfenster durch die Firma Binsfeld (Trier). In den Jahren 2004 bis 2005 führte die Firma Mrziglod-Leiss (Tholey) eine umfangreiche Innenrestaurierung durch, bei der die ursprüngliche Ausmalung wiederhergestellt wurde. Die feierliche Wiedereröffnung der Kirche nach der Restaurierung fand in Anwesenheit des damaligen Trierer Bischofs Reinhard Marx statt.
Unter der Leitung des Architekten Siegbert Barth (Waldhölzbach) wurden 2008 und 2009 Turm und Turmhelm restauriert sowie der Wetterhahn und die Zeiger der Turmuhr vergoldet.

## Kirchengebäude
Das Kirchengebäude wurde als dreischiffige Hallenkirche im Stil der Neugotik errichtet. Es handelt sich um eine sogenannte Stufenhalle oder Pseudobasilika, deren Außenbau einen basilikalen Eindruck vermittelt. Im Unterschied zu einer Basilika befindet sich zwischen dem Mittelschiff und den niedrigeren Seitenschiffen keine Fensterzone, ein sogenannter Obergaden. Vielmehr enden die separaten Seitenschiffdächer direkt unter dem Dachtrauf des Mittel- bzw. Hauptschiffes.
Der Außenbau gliedert sich in den weithin sichtbaren Westturm, das dreischiffige Langhaus, das polygonal abschließende Querhaus mit Nebenchören und den fünfseitigen polygonal abschließenden Chor im Osten.
Durch die polygonalen Abschlüsse von Chor und Querhaus entsteht eine sogenannte Dreikonchenanlage, die im Grundriss eine Kleeblattform ergibt. Somit stellt die Kirche eine Verbindung des rheinisch-romanischen Typus der Dreikonchenanlage mit der neugotischen Stufenhalle dar.

## Ausstattung

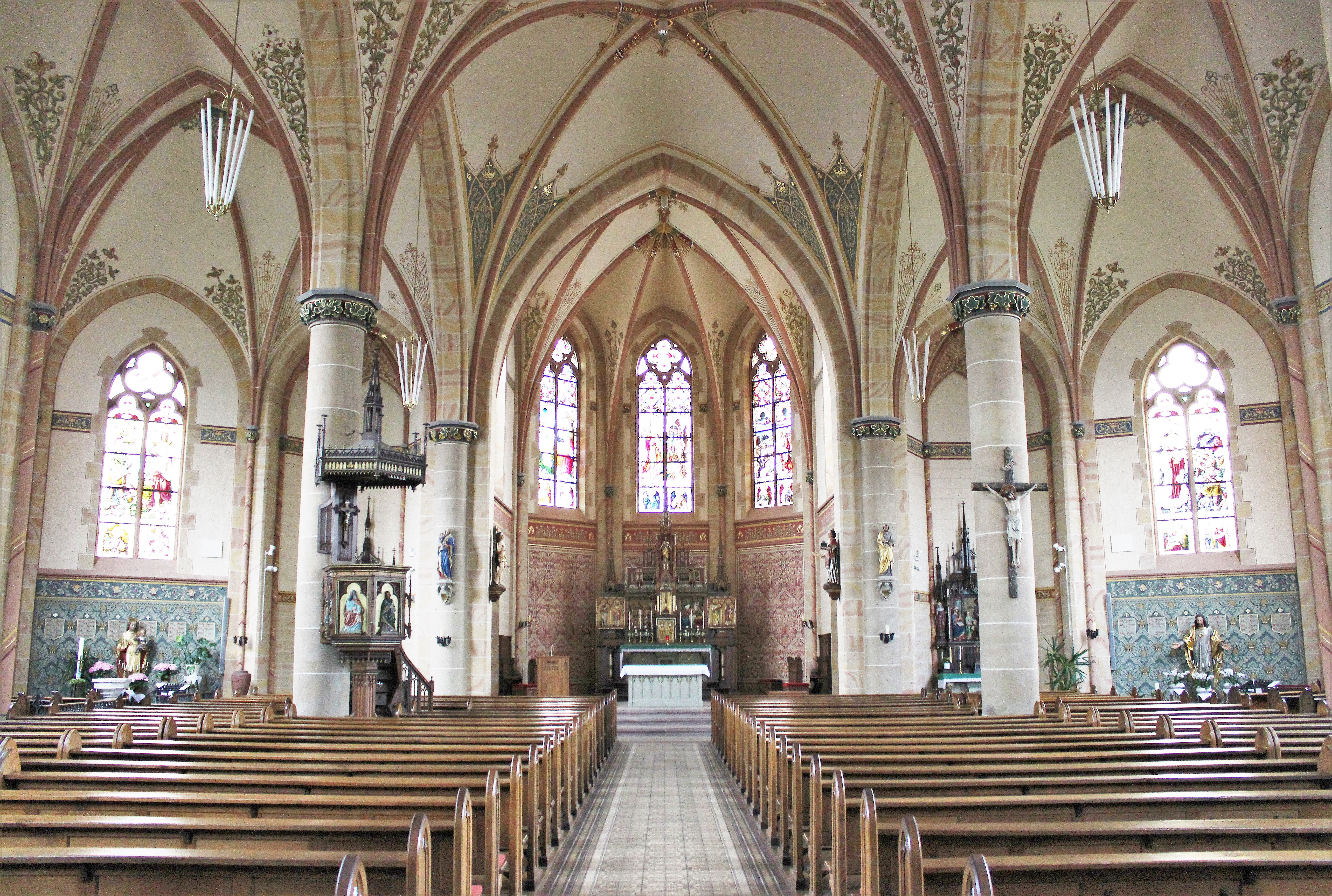
Blick ins Innere der Kirche

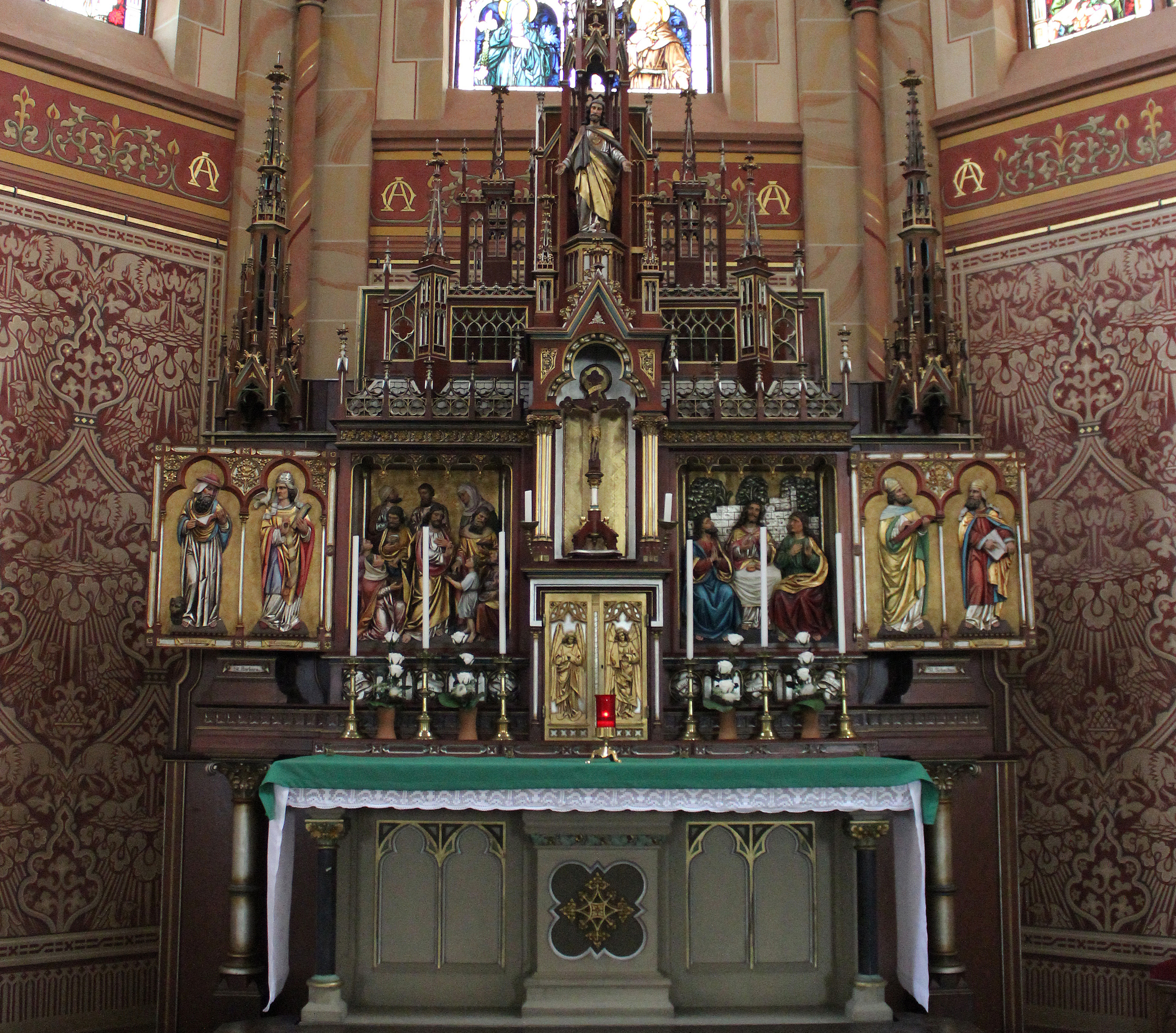
Hochaltar

Aus der Erbauungszeit der Kirche stammt der Hochaltar im Stil eines gotischen Flügelaltars (Triptychon), die beiden Seitenaltäre und die Kanzel.
Die Seitenteile des Triptychons werden in der Advents- und Fastenzeit über das Mittelteil geklappt, wodurch die ehemaligen Kirchenpatrone, links die heilige Barbara und rechts der heilige Sebastian, auf den Seitenwänden des Altars sichtbar werden. Auf den Seitenflügeln sind links die Propheten Jesaja und Jeremia und rechts Ezechiel und Daniel zu sehen. Außerhalb der Advents- und Fastenzeit sind die Seitenflügel geöffnet, sodass die zwei Mittelteile mit der Darstellung der wunderbaren Brotvermehrung und von Jesus beim letzten Abendmahl zu sehen sind. Auf den Seitenflügeln sind in dieser Zeit die vier großen spätantiken Kirchenlehrer des Abendlandes sichtbar: Hieronymus und Gregor der Große links sowie Ambrosius und Augustinus rechts.
Der linke Seitenaltar, der Marienaltar, stellt die Überreichung des Rosenkranzes an den heiligen Dominikus dar. Flankiert wird das Bildnis von Figuren des heiligen Aloisius und des heiligen Franziskus. Der Josefsaltar zeigt die heilige Familie, flankiert von der heiligen Anna und dem heiligen Joachim, den Eltern der Maria.
Die Kanzel trägt Reliefs der vier Evangelisten Matthäus, Markus, Lukas und Johannes.
Die Retabel der drei Altäre und die Kanzel sind aus Eichenholz gefertigt und wurden am 10. Juli 1899 von der Firma Karl Dörr (Saulgau/Allgäu) geliefert.
Die Firma Arnold Schüller (Trier) schuf den Taufstein und lieferte ihn am 16. Juni 1898.
Ebenfalls aus der Erbauungszeit stammt der terrakottafarbene Wandteppich im Altarraum mit Bildern aus der Schöpfung, der Welt der Fabel und heimischen Tiere sowie die Figur mit der Darstellung des Heiligsten Herzen Jesu und die Figuren der heiligen Sebastian, Stephanus, Katharina, Barbara und Antonius von Padua.
Die bleiverglasten Spitzbogenfenster stammen auch aus der Erbauungszeit und zeigen leuchtend bunte Darstellungen von Jesus und einigen Heiligen, Jesus, dem göttlichen Kinderfreund, Jesus, dem guten Hirten, sowie die heiligen Sebastian und Barbara. Das zentrale Chorfenster zeigt die Offenbarung des Heiligsten Herzens Jesu vor der heiligen Margareta Maria Alacoque. 1995 wurden alle Fenster einer Restaurierung durch die Firma Binsfeld (Trier) unterzogen.
Weitere Ausstattungsgegenstände sind zwölf Apostelleuchter von 1953, die an den Stellen angebracht sind, an denen bei der Konsekration die Salbung durch den Bischof erfolgte. Zur Ausstattung gehören auch ein Kreuzweg von 1907, der, wie eine aus der Zeit von 1925 bis 1930 stammende Herz-Jesu-Statue, 2006 durch die Firma Mrziglod-Leiss (Tholey) restauriert wurde. Die Firma Mrziglod-Leiss zeichnete 2005 auch für die Ausmalung des Kircheninnenraums verantwortlich. Dabei wurden die ursprünglichen Malereien und die komplette Inneneinrichtung im neogotischen Stil restauriert. Im Rahmen der Restaurierungsarbeiten gelang es, 28 gemalte Gedenktafeln mit den Namen von Gefallenen des Ersten Weltkrieges, die übermalt worden waren, wiederherzustellen.
Die im Altarraum zerstörten alten Bodenkacheln wurden durch Villeroy & Boch originalgetreu reproduziert und neu verlegt.

## Orgel

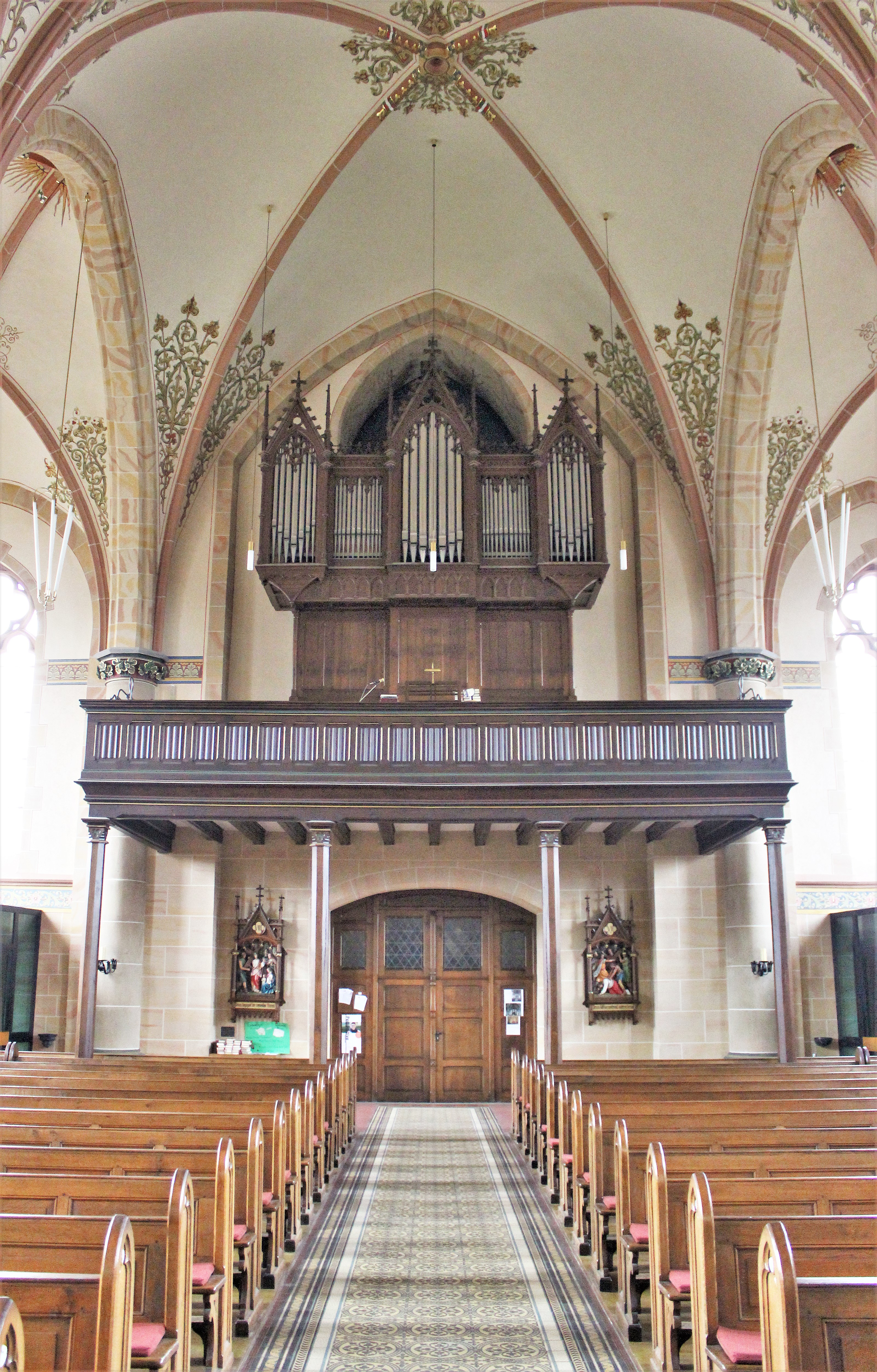
Empore und Orgelprospekt

Im Juli 1902 erhielt die Kirche eine Orgel von der Firma H. Voit & Söhne (Durlach), die im Stil der romantischen Orgelepoche gebaut und mit dem damals neuesten System mit Pneumatik ausgerüstet war. Sie besaß 26 klingende Register und 10 Nebenregister. Während des Ersten Weltkrieges wurden 1917 vom Reichsmilitär-Fiskus 43 Orgelpfeifen im Gewicht von 173 kg beschlagnahmt und von Voit & Söhne ausgebaut, die aber 1920 die Pfeifen wieder neu herstellten und einbauten.
1980 wurde das Instrument von der Firma Hugo Mayer Orgelbau (Heusweiler) unter Verwendung des größten Teils des Pfeifenwerkes der Voit-Orgel von 1902 erneuert. Es wurden lediglich sieben neue Register eingebaut, und auch das Gehäuse der Voit-Orgel wurde fast vollständig übernommen. Das neue Werk besitzt insgesamt 2032 Pfeifen, unter denen sich ca. 240 Holzpfeifen befinden. Eingeweiht wurde die neue Orgel am 18. Mai 1980.
Das auf einer Empore aufgestellte Schleifladen-Instrument verfügt über 30 Register, verteilt auf zwei Manuale und Pedal. Die Spieltraktur ist mechanisch, die Registertraktur elektrisch. Die Disposition lautet wie folgt:
| I Hauptwerk C–g3 |             |       |
| 1.               | Bordun      | 16′   |
| 2.               | Principal   | 8′    |
| 3.               | Gemshorn    | 8′    |
| 4.               | Gamba       | 8′    |
| 5.               | Octave      | 4′    |
| 6.               | Flöte       | 4′    |
| 7.               | Superoctave | 2′    |
| 8.               | Mixtur V    | 1 ⁄3′ |
| 9.               | Cornett IV  | 8′    |
| 10.              | Trompete    | 8′    |

| II Schwellwerk C–g3 |            |        |
| 11.                 | Quintatön  | 16′    |
| 12.                 | Flöte      | 8′     |
| 13.                 | Salicional | 8′     |
| 14.                 | Aeoline    | 8′     |
| 15.                 | Gedackt    | 8′     |
| 16.                 | Principal  | 4′     |
| 17.                 | Rohrflöte  | 4′     |
| 18.                 | Nazard     | 2 ⁄3′  |
| 19.                 | Piccolo    | 2′     |
| 20.                 | Terz       | 1 3⁄5′ |
| 21.                 | Scharff IV | 1′     |
| 22.                 | Hautbois   | 8′     |
|                     | Tremulant  |        |

| Pedal C–f1 |              |       |
| 23.        | Violonbass   | 16′   |
| 24.        | Subbass      | 16′   |
| 25.        | Octavbass    | 8′    |
| 26.        | Gedacktbass  | 8′    |
| 27.        | Fugara       | 4′    |
| 28.        | Rauschpfeife | 2 ⁄3′ |
| 29.        | Posaune      | 16′   |
| 30.        | Trompete     | 8′    |

- Koppeln: II/I, I/P, II/P
- Spielhilfen: 2 freie Kombinationen, Tutti, Alles Ab, Zungeneinzelabsteller